# 鴟河浦事件
鴟河浦事件（しがほじけん、チハポじけん）とは、1896年3月9日、李氏朝鮮の黄海道安岳郡鴟河浦で、金九らが起こした強盗殺人死体遺棄事件。金九は、料理店では注文した順に関わらず、年齢が上の者の注文が優先されると考えていたが、店主が日本人商人・土田譲亮に先に配膳したこと、更に土田が日本人だとして、土田を集団で暴行、石と鉄棍棒で撲殺し、「義兵」と称して金品・驢馬を奪って、遺体を埋葬せずに凍った河に捨てた。この事件で金九は逃走後に、捕縛され、強盗殺人犯として死刑判決を受けた。後に特赦により減刑され、さらに脱獄する。韓国では鴟河浦義挙として讃えられてる。

## 事件の詳細
アジア歴史資料センターレファレンスコード：A04010024500。以下抜粋
在仁川領事館事務代理萩原守一ヨリ仁川港ノ情況ニ付続報ノ件
長崎縣平民土田譲亮なる者朝鮮人1名（平安道龍岡居住林学吉二十歳）を隨へ、黄州より帰仁の為め鎮南浦へ向ふの途次、黄州十二浦より韓船一隻を僦ひ大同江を下り、3月8日夜治下浦に泊し、翌9日午前3時頃同所出帆の用意を了へ、喫飯の為め同所旅宿業李化甫方に到り再び帰船の際、同家の庭前に於て同家宿泊韓人4、5名の為め打殺せられたり。
雇韓人林も亦殺害の難に遭はんとせしも、辛ふじて危険を逃れ、同12日夜平壌に来り同所駐留平原警部に右の顛末を訴へたるを以て、同警部は巡査2名、巡検5名を率ひて同15日現場に臨み検視を行はんとせしに、右旅宿主人は警部等の到を聞きて逃走し、殺害者の屍体は既に河中に投棄したるを以て検死することを得ず。
なお、この中村以外の事件については同レファレンスコードA04010024500、1896年（明治29年）5月30日付『機密第41号』で詳細に知ることができる。
同様な資料は韓国ソウル大学奎章閣韓国学研究院の資料でも見ることができる。
資料名 黃海道來去案 資料番号「奎 17986」の一連の資料である。
取調べ調書
李氏朝鮮側の調書（建陽 元年 8月 31日 仁川港警務官 取調べ 金順根 起草 金順根）によると
1. 金九（金昌洙）は24日竜崗から安岳に行く途中で鄭一明（平壌）、定平（咸鏡道）、金長孫、金致亨と同じ船に乗って鴟河浦に到着し、同一の宿に宿泊した。
2. 早朝に朝飯を終えて旅に出ようと思ったが、店幕（宿屋のこと）の法道（礼儀作法）は旅人に食膳を与える時は老少を判別し、その規則を守らなくてはならないが、短髮で刀のようなものをさした人が食膳を先に要求すると女店員がその人に先に食膳を与えるので心で甚だしく憤慨した。
3. その人の本貫を調べると日本人なので『不共戴天之讎』（不倶戴天の仇）と思い胸の血が騒いだ。
4. 日本人がわき目をしているうちに足で蹴り倒し、手で撲殺し凍った川に捨てた。
5. 腹にあった財布からのお金で宿賃を支払い、3人の資金として使うことにした。
6. 奪ったものは 環刀、ロバ1頭 小判75両程度
7. ロバ1頭 残金をもち 単騎で載寧に向かった。
8. 同年 3月に家に帰って来てから海州巡使に逮捕された

同時に鴟河浦の宿の主人の李化甫への調書でも上記が確認されている。詳細は外部リンクの取調べ調書をみられたい。
金九は「土田は日本商人の武装行商団体鶏林奨業団の一員であった」という主張して殺人行為を自著で正当化したが、この鶏林奨業団の活動開始時期は1896年以降であり、これは明らかな誤りである。

## 事件への批評
金九の記念館があり、事件は韓国では金が独立運動家の第一歩を歩んだ義挙して讃えられている。
しかし、韓国の歴史問題研究所のぺ・ギョンシクは金九の本「白凡逸志」が韓国国民、特に左派の韓国人に神聖な英雄のように祭り上げていることを疑念を資料から呈ししている。金九には知られざる姿があるとして、2008年に「正しく解釈し書き下ろした白凡逸志」という本を出版している。金九は白凡逸志の冒頭の一文では「わが先祖は安東金氏で、金自点の傍系の子孫だ」と主張していたが、独立後に出版した国史原本では金は「わたしは安東金氏、敬順王の子孫だ」という、敬順王は慶州金氏全く異なる出自を主張していることを指摘している。更に「白凡逸志」に事件を「快男児らしい行動」「国家の大きな恥を洗い流すために行ったこと」「この身を犠牲にして万人を教訓した」と書いている。また、「（殺害した）倭奴の名前は土田譲亮といい、職業は陸軍中尉だ」と記しているが、確認可能の資料にも金九に殺害された土田は陸軍中尉という記録はなく、日本公使館の報告書や朝鮮の官吏の報告書だけでなく、独立新聞の事件報道も、一様に土田を商人と記している。金九も土田が陸軍中尉ではないことを知っており、意図的に正当化する目的で記述した可能性が高く。自分が殺した日本人が明成皇后の殺害と関係のない民間人だとすれば、復讐という名分が成立し得ないからだと指摘している。また、金九が自身の著作で一人で行った殺人行為としている点についても、金九への供述書から金九を含めた複数犯による殺人だと述べている。